# Mechanik motorowodny

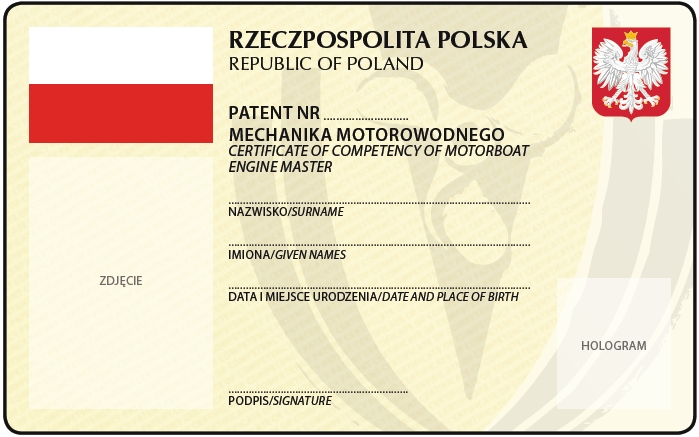
awers patentu mechanika motorowodnego z 2013 roku

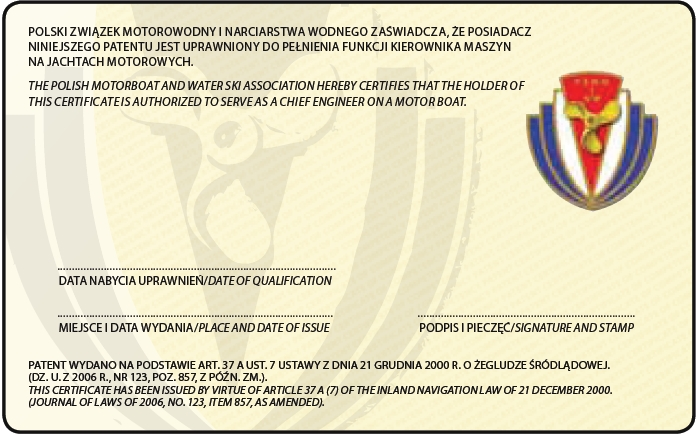
rewers patentu mechanika motorowodnego z 2013 roku

Mechanik motorowodny – jeden z państwowych patentów motorowodnych uprawniających do bycia kierownikiem maszyn na jachtach motorowych. Patent potwierdza kwalifikacje sportowe, i upoważnia do pełnienia przewidzianych funkcji w turystyce, rekreacji i sporcie na jachtach motorowych i żaglowych, w tym na dużych żaglowcach. Wraz z przeszkoleniem STCW i posiadaniem międzynarodowego świadectwa zdrowia dla marynarzy oraz książeczką żeglarską patent ten uprawnia do odpłatnego wykonywania swoich prac.

## Wymagania
- posiadanie patentu potwierdzającego kwalifikacje do uprawiania turystyki wodnej na jachtach motorowych,
- zaliczenie stażu w wymiarze co najmniej 400 godzin żeglugi przy obsłudze siłowni o mocy co najmniej 147,2 kW, w tym co najmniej 100 godzin żeglugi przy obsłudze siłowni o mocy większej niż 441 kW,
- zdanie egzaminu z wymaganej wiedzy i umiejętności.

## Uprawnienia
- pełnienie funkcji kierownika maszyn na jachtach motorowych.
- odpłatne pełnienie przewidzianych funkcji na jachtach motorowych, żaglowych oraz żaglowcach przy dodatkowym posiadaniu; przeszkolenia STCW, międzynarodowego świadectwa zdrowia dla marynarzy, oraz książeczki żeglarskiej w rejsach śródlądowych, morskich i oceanicznych.[potrzebny przypis]

## Podstawa prawna
- Ustawa z 21 grudnia 2000 r. o żegludze śródlądowej (Dz.U. z 2025 r. poz. 18) (art. 37a)
  - Rozporządzenie Ministra Sportu i Turystyki z 9 kwietnia 2013 r. w sprawie uprawiania turystyki wodnej (Dz.U. z 2013 r. poz. 460)